# Azrakici
Azrakici (Azraqī, arab. الأزارقة, wym. al-azāriqa) – najbardziej radykalna gałąź charydżyzmu, której założycielem był Nāfi ibn al-Azrāq. Powstali w Persji w 685 roku po oddzieleniu od ibadytów i powstaniu przeciw kalifowi. Uważali innych muzułmanów za niewiernych oraz twierdzili, że obowiązkiem charydżyty jest ich eksterminacja. W odróżnieniu od innych charydżytów mordowali również dzieci. Szybko zaniknęli, zniszczeni przez innych muzułmanów (rzezie azrakitów w latach 698–699, po których przetrwali tylko kilkadziesiąt lat), ale też przez radykalność swej filozofii.